# 圖利亞拉
圖利亞拉（Toliara），前稱土雷爾或图莱亚尔（Tuléar），是馬達加斯加的城市，也是阿齊莫-安德列發那區的首府，位於該國西南部，距離首都塔那那利佛936公里，主要經濟活動包括劍麻、棉花、稻米、花生和肥皂的進出口貿易，2001年人口101,661。
23°21′S 43°40′E / 23.350°S 43.667°E